# Pat Lovell

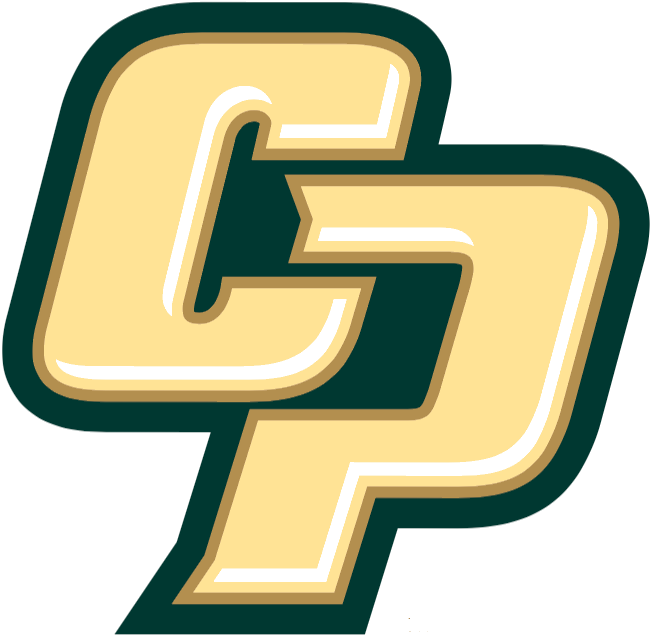
Zawodnik Cal Poly Mustangs

William Patrick „Pat” Lovell (ur. 1 listopada 1937 w Richmond w Kalifornii, zm. 29 listopada 2018 w Santa Cruz w Kalifornii) – amerykański zapaśnik walczący w stylu klasycznym. Olimpijczyk z Tokio 1964, gdzie zajął piętnaste miejsce w wadze półciężkiej.
Szósty na mistrzostwach świata w 1961 i 1962 roku.
Zawodnik California Polytechnic State University.

## Letnie Igrzyska Olimpijskie 1964
| Konkurencja          | Rundy eliminacyjne  | Rundy eliminacyjne  | Klas. końcowa |
| Konkurencja          | Przeciwnik I        | Przeciwnik II       | Miejsce       |
| -------------------- | ------------------- | ------------------- | ------------- |
| 97 kg styl klasyczny | Bojan Radew (BGR) P | Heinz Kiehl (FRG) P | 15.           |